# Nevado del Huila
Il Nevado del Huila è un vulcano situato nel dipartimento colombiano di Huila, nelle Ande. Con i suoi 5.365 metri sul livello del mare, è il vulcano attivo più alto della Colombia e principale vetta della Cordillera Central.

## Geografia
La montagna del vulcano ha forma allungata orientata da nord a sud di sedici chilometri di lunghezza e di undici di larghezza con una superficie di 170 chilometri quadrati. Essa culmina a 5365 m s.l.m. con il Pico Central, la sommità è coperta da un ghiacciaio ed è costituita da una caldera di dieci chilometri di diametro e da quattro coni vulcanici: Pico Norte, Pico la Cresta, Pico Central e Pico Sur e di due duomi di lava, le formazioni più antiche sono le più meridionali.
Il vulcano e di tipo grigio con emissione di lave andesitiche o daciticheed è il risultato di due edifici vulcanici sovrapposti: il pre-Huila e l'Huila, quest'ultimo formatosi in due fasi, vecchio l'Huila e Huila attuale.

## Storia
La prima eruzione documentata risale al XVI secolo quando si manifestarono delle forti esplosioni.
In seguito il vulcano ha conosciuto un periodo di riposo durato 500 anni. L'attività riprese il 19 febbraio del 2008 con una esplosione di grado 3 dell'Indice di esplosività vulcanica prodottasi sulla sommità della montagna con la formazione di una Colonna eruttiva. L'intenso calore prodotto dalla lava fece fondere parzialmente il ghiacciaio del vulcano, con la formazione di lahar che costrinsero all'evacuazione le popolazioni che abitavano le pendici, pendici che subirono importanti danni.
Dopo mesi di aumentata attività con fumarole sulla sommità, una nuova eruzione ebbe inizio il 21 novembre del 2008. Di nuovo le zone più esposte vennero immediatamente evacuate Nonostante la tempestiva evacuazione vi furono dieci vittime. Valanghe di ceneri devastarono le pendici provocando danni nelle località di Paicol, La Plata e Belalcázar come nella valle del fiume Páez.